# TinyBuild
tinyBuild LLC ist ein amerikanischer Publisher und Entwickler von Videospielen. Das Unternehmen mit Sitz in Bothell, Washington, und einem Entwicklungsstudio in Utrecht, Niederlande, wurde von Alex Nichiporchik, Luke Burtis und Tom Brien gegründet. Nach dem Erfolg mit den Computerspielen No Time to Explain und SpeedRunners, von denen letzteres von DoubleDutch Games entwickelt wurde, hat sich das Unternehmen auf das Veröffentlichen von Videospielen spezialisiert und hat Drittstudios bei der Veröffentlichung von Titeln für PC, Mobilgeräten und Videospielkonsolen unterstützt.
Nach dem Erfolg von No Time to Explain begann das Unternehmen mit DoubleDutch Games an SpeedRunners zu arbeiten. Dieses Experiment zur gemeinsamen Entwicklung erwies sich als erfolgreich, und seit März 2015 hat sich SpeedRunners über 600.000 Mal verkauft. Infolgedessen entschied sich tinyBuild, Titel von Drittanbietern zu veröffentlichen, beginnend mit Not the Robots im Jahr 2013. TinyBuild hat weiterhin mit Drittstudios zusammengearbeitet und Titel für Steam, iOS, Android und verschiedene Videospielkonsolen veröffentlicht. tinyBuild hat auch mit Studententeams zusammengearbeitet, um ihre ersten Spiele auf den Markt zu bringen.

## Entwickelte Spiele
| Jahr | Titel                         | Genre(s)     | Plattform(en)                                            | Publisher |
| ---- | ----------------------------- | ------------ | -------------------------------------------------------- | --------- |
| 2011 | No Time to Explain            | Jump ’n’ Run | Linux, macOS, Microsoft Windows                          | tinyBuild |
| 2015 | No Time to Explain Remastered | Jump ’n’ Run | Linux, macOS, Microsoft Windows, PlayStation 4, Xbox One | tinyBuild |

## Herausgegebene Spiele
| Jahr | Titel                          | Genre(s)                                    | Plattform(en)                                                                      | Entwickler                   |
| ---- | ------------------------------ | ------------------------------------------- | ---------------------------------------------------------------------------------- | ---------------------------- |
| 2013 | Not the Robots                 | Strategie                                   | Linux, macOS, Microsoft Windows                                                    | 2DArray                      |
| 2014 | Fearless Fantasy               | Rundenbasiertes Strategiespiel, Rollenspiel | Android, iOS, Microsoft Windows                                                    | Enter Skies Entertainment    |
| 2014 | Spoiler Alert                  | Jump ’n’ Run, Action                        | Android, iOS, Linux, macOS, Microsoft Windows                                      | Megafuzz                     |
| 2014 | Lovely Planet                  | Ego-Shooter, Jump ’n’ Run                   | Linux, macOS, Microsoft Windows, PlayStation 4, Xbox One                           | Quicktequila                 |
| 2015 | Boid                           | Strategie                                   | Microsoft Windows                                                                  | Mokus Games                  |
| 2015 | Divide by Sheep                | Puzzle                                      | Android, iOS, macOS, Microsoft Windows                                             | Bread Team                   |
| 2015 | Party Hard                     | Action, Stealth                             | Fire OS, Linux, macOS, Microsoft Windows, Nintendo Switch, PlayStation 4, Xbox One | Pinokl Games                 |
| 2015 | Snail Bob 2                    | Puzzle                                      | Android, iOS, macOS, Microsoft Windows                                             | Hunter Hamster               |
| 2016 | Punch Club                     | Simulation                                  | Android, iOS, Linux, macOS, Microsoft Windows, Nintendo Switch, PlayStation 4      | Lazy Bear Games              |
| 2016 | Dungelot: Shattered Lands      | Dungeon                                     | iOS, Microsoft Windows                                                             | Red Winter                   |
| 2016 | SpeedRunners                   | Jump ’n’ Run                                | Linux, macOS, Microsoft Windows, Xbox One                                          | DoubleDutch Games            |
| 2016 | One Troll Army                 | Strategie                                   | macOS, Microsoft Windows                                                           | FlyAnvil                     |
| 2016 | Lovely Planet Arcade           | Ego-Shooter, Jump ’n’ Run                   | Linux, macOS, Microsoft Windows                                                    | Quicktequila                 |
| 2016 | Road to Ballhalla              | Arcade, Puzzle                              | Microsoft Windows                                                                  | Torched Hill                 |
| 2016 | The Final Station              | Survival, Action                            | macOS, Microsoft Windows, Nintendo Switch, PlayStation 4, Xbox One                 | Do My Best Games             |
| 2016 | Diaries of a Spaceport Janitor | Adventure                                   | Microsoft Windows                                                                  | Sundae Month                 |
| 2016 | Clustertruck                   | Action, Jump ’n’ Run                        | Linux, macOS, Microsoft Windows, Nintendo Switch, PlayStation 4, Xbox One          | Landfall Games               |
| 2016 | Party Hard Go                  | Action, Stealth                             | Android, iOS                                                                       | Pinokl Games                 |
| 2016 | Check-in, Knock-out            | Action                                      | Microsoft Windows, PlayStation 4                                                   | Lionade Games                |
| 2016 | Stage Presence                 | Rhythmusspiel                               | Microsoft Windows                                                                  | Sea Green Games              |
| 2016 | Party Hard Tycoon              | Simulation                                  | Microsoft Windows                                                                  | Pinokl Games                 |
| 2016 | Streets of Rogue               | Cross-Genre                                 | Microsoft Windows, Nintendo Switch, Xbox One                                       | Matt Dabrowski               |
| 2017 | Guts and Glory                 | Rennspiel, Survival                         | Linux, macOS, Microsoft Windows, PlayStation 4, Xbox One                           | HakJak Productions           |
| 2017 | Mr. Shifty                     | Shoot ’em up                                | Linux, macOS, Microsoft Windows, Nintendo Switch, PlayStation 4, Xbox One          | Team Shifty                  |
| 2017 | Phantom Trigger                | Hack and Slay                               | Microsoft Windows, Nintendo Switch                                                 | Bread Team                   |
| 2017 | Hello Neighbor                 | Survival horror                             | Nintendo Switch, Android, iOS, Microsoft Windows, PlayStation 4, Xbox One          | Dynamic Pixels               |
| 2017 | Community Inc                  | Rollenspiel                                 | macOS, Microsoft Windows                                                           | T4 Interactive               |
| 2017 | Party Hard 2                   | Action, Stealth                             | Microsoft Windows                                                                  | Pinokl Games                 |
| 2017 | Punch Club 2: Fast Forward     | Simulation                                  | Microsoft Windows                                                                  | Lazy Bear Games              |
| 2018 | Rapture Rejects                | Battle Royale                               | Microsoft Windows                                                                  | Galvanic Games Explosm Games |
| 2018 | Graveyard Keeper               | Simulation, Rollenspiel                     | iOS, Microsoft Windows, Nintendo Switch, Xbox One                                  | Lazy Bear Games              |
| 2018 | Pandemic Express               | Ego-Shooter, Survival Horror                | Microsoft Windows                                                                  | Tall Boys Team               |
| 2019 | Pathologic 2                   | Survival Horror, Adventure                  | Microsoft Windows                                                                  | Ice-Pick Lodge               |
| 2019 | Secret Neighbor                | Survival Horror, Battle Royale              | Microsoft Windows                                                                  | Dynamic Pixels               |